# Muhammad an-Nasir
Muhammad an-Nasir (Arabisch: محمد الناصر Muḥammad an-Nāṣir, * 1181 oder 1182; † 25. Dezember 1213 in Rabat) war der vierte Kalif der Almohaden (1199–1213). Bei den Christen auf der Iberischen Halbinsel wurde er Miramamolín genannt, was auf seinen arabischen Titel amir al-mu'minin („Fürst der Gläubigen“) zurückgeht.
Muhammad an-Nasirs Mutter war eine christliche Konkubine; er hatte rotes Haar und blaue Augen.

## Leben
Muhammad an-Nasir war als Nachfolger von Yaʿqūb al-Mansūr (1160–1199) ein schwacher und unsicherer Herrscher. Dennoch herrschte zunächst in Al-Andalus weitgehende Ruhe. Dagegen dauerten die Kämpfe mit den Banu Ghanija unter Yahya ibn Ishaq ibn Ghaniya in Ifrīqiya an. Diese eroberten zeitweise sogar Tunis (1203). Allerdings konnten sie sich nicht gegen den Statthalter Abu Muhammad Abd al-Wahid (Sohn von Abu Hafs Umar) behaupten, der die Banu Ghanija im Jahr 1209 in Tripolitanien am Dschabal Nafusa vernichtend schlug. Außerdem waren schon 1203 die Balearen von den Almohaden unterworfen worden. Allerdings kämpfte Yahya weiter, wurde 1223 erneut schwer geschlagen, setzte sich in Sidschilmasa fest und fiel erst 1237 im Kampf gegen die Almohaden. Diese andauernden Kämpfe führten dazu, dass die Statthalter der Hafsiden in Ifriqiya zunehmend an Macht gewannen.
Um das Jahr 1210 kam es zu einem Bündnis der christlichen Reiche in Spanien für einen Kreuzzug gegen die Almohaden. Diese wurden von dem vereinten christlichen Heer am 16. Juli 1212 in der Schlacht bei Las Navas de Tolosa vernichtend geschlagen. Von dieser Niederlage haben sich die Muslime in Andalusien nicht wieder erholt. Auch wurde die Herrschaft der Almohaden in diesem Teil Europas schwer erschüttert.
Muhammad an-Nasir starb im Dezember 1213. Nachfolger wurde der minderjährige Yusuf II. al-Mustansir, mit dem der Niedergang des Reiches einsetzte.